# 21 emon
21 emon (21エモン?, Nijūichi emon) è un manga di Fujiko F. Fujio pubblicato dal 1968 al 1969 sulla rivista Shōnen Sunday di Shogakukan. Il manga è poi stato trasposto in una serie TV anime dallo studio d'animazione Shin-Ei Animation nel 1991. Dal manga sono stati realizzati anche due film animati: 21 emon: uchū e irasshai! e 21 emon: uchū ike! Hadashi no princess. La serie e i film sono del tutto inediti in Italia.

## Trama
Il manga, ambientato in un fantascientifico 2018, narra le vicende di 21 emon, erede di una lunga dinastia di proprietari d'albergo, il cui capostipite risale addirittura allo shogunato Tokugawa. Quello di albergatore è un mestiere dispendioso, dato che la Terra è divenuto un pianeta visitato da turisti di tutto l'universo. Così, 21 emon, assieme al robot pelapatate Gonsuke, ha l'obiettivo di mantenere l'azienda di famiglia nonostante il suo vero sogno sia quello di diventare pilota spaziale.
L'anime, a differenza del manga, è ambientato tra il 2051 al 2071.

## Personaggi
21 Emon
Doppiato da Nozomu Sasaki
È il protagonista della storia e sogna di diventare un pilota spaziale, nonostante l'opposizione di suo padre, 20 emon. Aiuta suo padre con la gestione dell'albergo di famiglia.
Monga
Doppiato da Ikue Ōtani
È uno strano e simpatico alieno. Nel manga, arriva sulla Terra come domestico alieno mentre nell'anime giunse sul nostro pianeta in clandestinità. Anche lui, come Gonsuke, cercherà di aiutare 21 Emon nella realizzazione del suo sogno.
Gonsuke
Doppiato da Naoki Tatsuta
È il robot pelapatate che lavora come cameriere per la famiglia Emon. Quando non è impegnato nell'aiutare 21 emon, il suo pensiero è sempre diretto verso le patate.
Papà (20 emon)
Doppiato da Yousuke Naka
È il padre di 21 emon. Possiede l'albergo di famiglia e spera che un giorno suo figlio possa ereditarlo. Si oppone fermamente al sogno di 21 emon di divenire pilota spaziale, perché crede che questo possa dissuaderlo dalla gestione dell'azienda familiare.
Mamma
Doppiata da Minori Matsushima
È la madre di 21 emon e aiuta il marito nella gestione dell'albergo. Spesso ha dei battibecchi con 20 emon, perché è in disaccordo con lui sulla questione del futuro del figlio.
Onabe
Doppiata da Kaneta Kimotsuki
È la robot cameriera nonché a capo della squadra di pulizia dell'albergo degli Emon. Si occupa anche dell'accoglienza degli ospiti ed è aiuto cuoco.
Luna
Doppiata da Yumi Tōma
È la figlia del proprietario dell'albergo Galaxy, situato poco distante dall'albergo degli Emon. È anche compagna di classe di 21 Emon ed è innamorata di lui. In futuro, si sposerà con 21 emon e darà alla luce 22 emon.
Padre di Luna
Doppiato da Toshiya Ueda, Takumi Yamazaki (bambino)
È il proprietario dell'hotel Galaxy. Dimostra di essere un uomo riflessivo e freddo nonché un perfetto uomo d'affari. Era compagno di scuola di 20 emon e del padre di Rigel.
Kamekichi
Appare solo nel manga. È un compagno di classe di 21 emon e Luna. Dimostra grande simpatia per Luna e perciò cerca di sminuire in più occasioni 21 emon.
Rigel
Doppiato da Mari Mashiba
Appare solo nell'anime. È il corrispettivo di Kamekichi nell'anime ed è il figlio del presidente dell'Orion Hotel. È un tipo fiero e orgoglioso di sé.
Padre di Rigel (Orino Masakazu)
Doppiato da Kōji Yada, Miki Itō (bambino)
Appare solo nell'anime. È il padre di Rigel e proprietario di un albergo. È molto simile al figlio ed è stato compagno di scuola di 20 emon.

## Sigle
Sigle di apertura
- Ooi! Kurumaya-san di Ninja

Sigle di chiusura
- 21 Seiki No Koibito (21世紀の恋人?) di Yumi
- Beethoven Da Ne Rock'n'Roll di TENTEN

## Episodi
| Nº | Giapponese 「Kanji」 - Rōmaji                                                                                         | In onda           | In onda |
| Nº | Giapponese 「Kanji」 - Rōmaji                                                                                         | Giapponese        |         |
| 1  | 「僕ドラえもん僕の友達 エモン君の宇宙大冒険!」 - Boku dora emon boku no tomodachi emon kun no uchū daibōken!          | 2 maggio 1991     |         |
| 2  | 「トウキョウシティ! 21代目エモンvsモンガー?」 - Tōkyōshitei! 21 daime emon vs monga?                                  | 9 maggio 1991     |         |
| 3  | 「あっと驚くゴンスケ! 不思議な客タイロック?」 - Atto odoroku gonsuke! fushigi na kyaku tairokku?                      | 16 maggio 1991    |         |
| 4  | 「星雲間亜光速ロケット! ミリオネヤ星人の秘密」 - Seiun kan akōsoku roketto! mirioneya seijin no himitsu               | 23 maggio 1991    |         |
| 5  | 「ハッピーレポート! 超人スカンレーの伝説秘話」 - Happirepōto! chōjin sukanre no densetsu hiwa                         | 30 maggio 1991    |         |
| 6  | 「ハッピー昭和村? ワントナック公爵はレトロ好き」 - Happi shōwa mura? wantonakku kōshaku ha retoro suki                | 13 giugno 1991    |         |
| 7  | 「フラッシュポイント!! コイケラス星人怒りの攻撃」 - Furasshupointo!! koikerasu seijin ikari no kōgeki                 | 20 giugno 1991    |         |
| 8  | 「不思議ズタ袋? ハッピー商事の陰謀!」 - Fushigi zuta fukuro? happi shōji no inbō!                                     | 27 giugno 1991    |         |
| 9  | 「アルバイトで200万! スペーススーツ獲得大作戦」 - Arubaito de 200 man! supesusūtsu kakutoku daisakusen                | 11 luglio 1991    |         |
| 10 | 「危機一髪!! 火災地獄から脱出 謎の暗黒へワープ」 - Kikiippatsu!! kasai jigoku kara dasshutsu nazo no ankoku he wapu   | 18 luglio 1991    |         |
| 11 | 「大気圏離脱もう戻れない!! エモン未知の世界へ?」 - Taikiken ridatsu mō modore nai!! emon michi no sekai he?           | 25 luglio 1991    |         |
| 12 | 「マジカルプラネット!! 観光用ロボットの反乱?」 - Majikarupuranetto!! kankōyō robotto no hanran?                       | 8 agosto 1991     |         |
| 13 | 「オーチンが消えた! まるごとサスペンスパニック」 - ōchin ga kie ta! marugoto sasupensupanikku                         | 15 agosto 1991    |         |
| 14 | 「ワクワク冒険大活劇? 東京ベイブリッジ物語!!」 - Wakuwaku bōken dai katsugeki? tōkyō beiburijji monogatari!!          | 22 agosto 1991    |         |
| 15 | 「お江戸5エモンモーニング? 謎のジュゲム星人!!」 - O edo 5 emonmōningu? nazo no jugemu seijin!!                        | 29 agosto 1991    |         |
| 16 | 「だるまさんがころんだ? ゴリダルマの五ツ星」 - Darumasangakoronda? goridaruma no go tsu hoshi                         | 5 settembre 1991  |         |
| 17 | 「ウッキッキー? ウキキの木のチャネリング!!」 - Ukkikki? ukiki no ki no chaneringu!!                                   | 12 settembre 1991 |         |
| 18 | 「ウハウハ3億円! おぼっちゃまの忘れ物」 - Uhauha 3 okuen! obocchamano wasuremono                                      | 19 settembre 1991 |         |
| 19 | 「誘惑ワンダーランド? ホンキートンクホッパー!!」 - Yūwaku wandarando? honkitonkuhoppa!!                               | 17 ottobre 1991   |         |
| 20 | 「奇人変人悪人か! 不思議宇宙船から奇跡の生還?」 - Kijinhenjin akunin ka! fushigi uchūsen kara kiseki no seikan?       | 24 ottobre 1991   |         |
| 21 | 「木星異常接近!! 衝撃度99%のソーラーヨット?」 - Mokusei ijō sekkin!! shōgeki do 99% no sōrayotto?                     | 7 novembre 1991   |         |
| 22 | 「ガニメデ到着! 出逢いはすてきな恋の始まりか?」 - Ganimede tōchaku! deai hasutekina koi no hajimari ka?               | 14 novembre 1991  |         |
| 23 | 「地球消滅! 超人エモン異次元ポケットに迷う?」 - Chikyū shōmetsu! chōjin emon ijigen poketto ni mayō?                  | 21 novembre 1991  |         |
| 24 | 「突然変異か! 新能力か! モコラの世にも奇妙瞬間」 - Totsuzenhen'i ka! shin nōryoku ka! mokora no yoni mo kimyō shunkan | 28 novembre 1991  |         |
| 25 | 「スーパー超能力! レストアロボのどっきり恩返し」 - Sūpa chōnōryoku! resutoarobo nodokkiri ongaeshi                    | 5 dicembre 1991   |         |
| 26 | 「謎のサルガッソー! ロマンチックサルベージ?」 - Nazo no sarugassō! romanchikkusarubeji?                               | 12 dicembre 1991  |         |
| 27 | 「魔物伝説! マグネットパワーで正体をあばけ」 - Mamono densetsu! magunettopawa de shōtai woabake                       | 19 dicembre 1991  |         |
| 28 | 「マルチ星雲ツインツイン? パパたちの少年時代」 - Maruchi seiun tsuintsuin? papa tachino shōnenjidai                   | 9 gennaio 1992    |         |
| 29 | 「無限トランクで大変身!! マジカルパワーモンガー」 - Mugen toranku de taihen mi!! majikarupawamonga                    | 16 gennaio 1992   |         |
| 30 | 「キャプテンは俺だ! 冷暖星・超空間ゴースト戦」 - Kyaputen ha ore da! rei dan hoshi. chōkūkan gōsuto sen               | 23 gennaio 1992   |         |
| 31 | 「目玉と口が散歩する? エモン・ゼロ次元の恐怖!」 - Medama to kuchi ga sanpo suru? emon. zero jigen no kyōfu!           | 30 gennaio 1992   |         |
| 32 | 「モンガー大解剖! 不思議工場の発明実験室」 - Monga dai kaibō! fushigi kōjō no hatsumei jikkenshitsu                   | 6 febbraio 1992   |         |
| 33 | 「7627番目の客 幸福の星はパッピーだらけ」 - 7627 banme no kyaku kōfuku no hoshi ha pappi darake                       | 13 febbraio 1992  |         |
| 34 | 「太陽が復活する モアモア伝説モンガーの予言」 - Taiyō ga fukkatsu suru moamoa densetsu monga no yogen                 | 20 febbraio 1992  |         |
| 35 | 「決闘ナイナイ星! エモン親の仇と狙われる!!」 - Kettō nainai hoshi! emon oya no ada to nerawa reru!!                   | 27 febbraio 1992  |         |
| 36 | 「惑星爆破!エモン絶体絶命!! クエ星人の敵討ち」 - Wakusei bakuha! emon zettaizetsumei!! kue seijin no katakiuchi chi   | 5 marzo 1992      |         |
| 37 | 「エモンの遭難! シード星50億人の地球侵略!!」 - Emon no sōnan! shido hoshi 50 oku nin no chikyūshinryaku!!             | 12 marzo 1992     |         |
| 38 | 「異星人の宇宙センター 移動惑星が地球を救う!!」 - Iseijin no uchū senta idō wakusei ga chikyū wo sukū!!               | 19 marzo 1992     |         |
| 39 | 「大冒険秘録!! 誘われてセンチュリーボーイ?」 - Daibōken hi roku!! sasowa rete senchuribōi?                            | 26 marzo 1992     |         |